# Regionalbischof
Der Regionalbischof (oder die Regionalbischöfin) ist ein geistlicher Würdenträger, der die geistliche und administrative Leitung einer Region seiner Kirche innehat und vor Ort die bischöflichen Aufgaben wahrnimmt, die an sich dem kirchenleitenden Bischof oder der kirchenleitenden Bischöfin zustehen. Der Regionalbischof und die Regionalbischöfin können in der evangelisch-lutherischen Kirche und in der evangelisch-unierten Kirche auch eine der folgenden Dienstbezeichnungen tragen: Landessuperintendent oder Landessuperintendentin, Generalsuperintendent oder Generalsuperintendentin, Propst oder Pröpstin, Prälat oder Prälatin, Oberkirchenrat oder Oberkirchenrätin. Der Wirkungsbereich des Regionalbischofs und der Regionalbischöfin ist deckungsgleich mit einem Teil des Wirkungsbereiches des kirchenleitenden Bischofs oder der kirchenleitenden Bischöfin und trägt einen der folgenden Namen: Kirchenkreis, Sprengel, Prälatur oder Propstei. 
In der Kirche von England wird der Suffraganbischof mit der Bezeichnung area bishop angeredet. In den meisten evangelisch-reformierten Kirchen kennt man das Bischofsamt nicht; in der Reformierten Kirche in Ungarn amtiert jedoch in jedem der vier Kirchensprengel ein Bischof, von denen jeweils einer als Leitender Bischof der gesamten Kirche amtiert.

## Landeskirchen der Evangelischen Kirche in Deutschland

### Evangelisch-lutherische Landeskirche Hannovers
In der Evangelisch-lutherischen Landeskirche Hannovers trugen die Regionalbischöfe seit 1936 den Titel Landessuperintendent. Gemäß der Kirchenverfassung vom 12. Dezember 2019 wird seit Januar 2020 der Titel des Regionalbischofs geführt. Die Regionalbischöfe bilden unter Vorsitz des Landesbischofs den Bischofsrat. Derzeit (2023) bestehen im Bereich der Landeskirche sechs Sprengel (Hannover, Hildesheim-Göttingen, Lüneburg, Osnabrück, Ostfriesland-Ems und Stade).

### Evangelisch-Lutherische Kirche in Bayern
Ein Oberkirchenrat im Kirchenkreis führt in der Evangelisch-Lutherischen Kirche in Bayern innerhalb seines Kirchenkreises die Amtsbezeichnung Regionalbischof (frühere Amtsbezeichnung: Kreisdekan/-in). Er ist Mitglied des Landeskirchenrates, eines der vier kirchenleitenden Organe neben der Landessynode, dem Landessynodalausschuss und dem Landesbischof.
Die Regionalbischöfin bzw. der Regionalbischof vertritt den Kirchenkreis in der Öffentlichkeit. Er ist wichtiger Gesprächspartner für die Pfarrerinnen und Pfarrer, Dekaninnen und Dekane sowie Ansprechpartner für die Kirchengemeinden in seinem Kirchenkreis. Er hält Kontakt zu Vertretern anderer Kirchen, Konfessionen und Religionen, zu staatlichen Institutionen, Parteien, Verbänden und Medien. Zu seinen Hauptaufgaben gehören Ordinationen von jungen Pfarrerinnen und Pfarrern, Stellenbesetzungen, Gottesdienste und Gemeindebesuche anlässlich von Jubiläen und Einweihungen. Die genauen Aufgaben sind in der Kirchenverfassung Art. 64 niedergelegt.

### Evangelische Kirche Berlin-Brandenburg-schlesische Oberlausitz
In der Evangelischen Kirche Berlin-Brandenburg-schlesische Oberlausitz kann ein Generalsuperintendent nach Artikel 90,3 der Grundordnung der EKBO die Amtsbezeichnung Regionalbischof tragen. Auf Antrag des Wahlkonvents des jeweiligen Sprengels kann die Kirchenleitung beschließen, dass der entsprechende Generalsuperintendent den Titel Regionalbischof führt. Dies geschah erstmals bei der Wahl des Generalsuperintendenten von Görlitz im April 2004.

### Evangelische Kirche in Mitteldeutschland
In der Evangelischen Kirche in Mitteldeutschland wurden die Vorsteher der Propstsprengel als Regionalbischöfe bezeichnet. Ab 2009 gab es fünf Propstsprengel mit je einem Regionalbischof: Stendal-Magdeburg (Sitz in Stendal), Halle-Wittenberg (Sitz in Halle), Eisenach-Erfurt (Sitz in Eisenach), Gera-Weimar (Sitz in Gera) und Meiningen-Suhl (Sitz in Meiningen). Zum 1. Januar 2022 wurden die fünf Propstsprengel durch zwei Bischofssprengel ersetzt, in denen je ein oder zwei Regionalbischöfe amtieren. Der Senior des Reformierten Kirchenkreises innerhalb der Evangelischen Kirche in Mitteldeutschland ist den Regionalbischöfen gleichgeordnet.

### Evangelisch-Lutherische Kirche in Norddeutschland
Die Evangelisch-Lutherische Kirche in Norddeutschland hat neben einem Landesbischof bzw. einer Landesbischöfin mindestens drei „Bischöfinnen und Bischöfe im Sprengel“ für die drei Sprengel Hamburg und Lübeck, Mecklenburg und Pommern sowie Schleswig und Holstein. Im Gegensatz zu Regionalbischöfen anderer Landeskirchen sind diese Bischöfe der gesamten Landeskirche und übernehmen somit auch gesamtlandeskirchliche Aufgaben, die über die eines reinen Regionalbischofs hinausgehen. Alle Bischöfe der Nordkirche sind ordentliche Mitglieder der Bischofskonferenz der VELKD.

### Evangelische Landeskirche in Württemberg
Die Prälaten der Evangelischen Landeskirche in Württemberg werden auch als Regionalbischöfe tituliert.

## Römisch-katholische Kirche

### Allgemein
Laut Kirchenrecht ist der Diözesanbischof verpflichtet, einen Weihbischof zum Bischofsvikar zu ernennen. In vielen Diözesen (z. B. Erzbistum München-Freising) wird ihm die Seelsorge über eine Region der Diözese übertragen.

### Diözese Münster
In der römisch-katholischen Kirche werden Weihbischöfe in der Diözese Münster als Regionalbischöfe eingesetzt. Die Diözese ist in folgende Regionen unterteilt: Oldenburg, Borken/Steinfurt, Münster/Warendorf/Coesfeld und Recklinghausen/Niederrhein.

## Anglikanische Gemeinschaft

### Anglikanische Kirche von Australien

#### Diözese Melbourne
Die Diözese ist in drei Regionen (Southern, Eastern und North-West) gegliedert, denen jeweils ein assistant bishop vorsteht.

### Anglikanische Kirche von Kanada

#### Diözese Toronto
Die Diözese ist in vier Regionen (York-Scarborough, York-Simcoe, York-Credit Valley und Trent-Durham), denen jeweils ein "area bishop" vorsteht.

### Kirche von England

#### Diözese London
In der Kirche von England ist das Bistum London in fünf Regionen unterteilt, von denen die Zentralregion vom Diözesanbischof und die Regionen Edmonton, Kensington, Stepney und Willesden von Suffraganbischöfen mit der Bezeichnung area bishop betreut werden.